# Quận Palm Beach, Florida
Quận Palm Beach là một quận thuộc tiểu bang Florida, Hoa Kỳ. Quận lỵ đóng ở West Palm Beach6. Đây là quận lớn thứ nhì trong các quận ở tiểu bang Florida tính về diện tích, sau quận Miami-Dade. Quận được đặt tên theo Palm Beach.
Dân số theo điều tra năm 2000 của Cục điều tra dân số Hoa Kỳ là người, dân số năm 2008 là 1.294.654 người, là quận đông dân thứ ba ở tiểu bang này, là quận đông dân thứ 9 trong các quận của Hoa Kỳ.

## Địa lý
Theo Cục điều tra dân số Hoa Kỳ, quận này có diện tích 6180 km2, trong đó có 1067 km2 là diện tích mặt nước.